# Severino Zapata

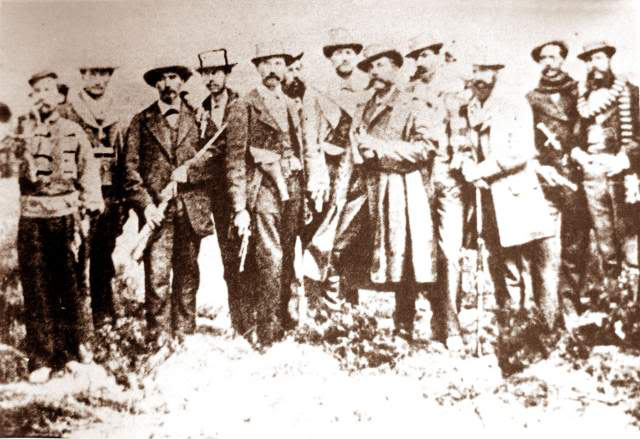
Grupo de civiles bolivianos que encabezaron la resistencia en Calama, al centro izq. con fusil Winchester en ristre, el coronel Severino Zapata, al centro con revólver en mano, Eduardo Abaroa, centro derecha, coronel Ladislao Cabrera.

Severino Zapata (¿? ) fue un militar boliviano con el grado de coronel, comandante del 2.º División del Ejército de Bolivia durante la Guerra del Pacífico y Prefecto del entonces Cuerpo de Policía y Departamento de Litoral y Cobija, Bolivia (actual Antofagasta).
El coronel Zapata tuvo un rol preponderante en la antesala de la Guerra del Pacífico y participó en varias acciones militares como comandante de división de su país.

## Reseña biográfica histórica
Severino Zapata fue nombrado prefecto del Departamento de Litoral hacía 1878 bajo el régimen del presidente boliviano Hilarión Daza.
El nombramiento se hacía bajo un difícil panorama socioeconómico que afectaba a Bolivia en aquella época. Daza se vio obligado a proveerse de recursos para las arcas instruyendo a Zapata el gravar impuestos a las empresas chilenas en territorio boliviano vulnerando lo establecido en el Tratado de límites de 1866 y 1874 firmado entre Bolivia y Chile.
Daza comentó en una carta enviada el 3 de febrero de 1879 a su prefecto que no esperaba que Chile tomara acciones frente a este escenario develándole la existencia de un tratado secreto de alianza defensiva firmado en 1873 entre Péru y Bolivia.
Las acciones ejercidas por el prefecto Zapata en su calidad de intendente del litoral boliviano en contra de la Compañía de Salitres y Ferrocarril de Antofagasta representada en la persona del gerente, sr. Jorge Hicks en cuanto al gravamén de los impuestos sobre el salitre y los servicios, y la posterior intención de rematar los bienes de esta empresa causaron que Hicks se asilara a bordo del Blindado Blanco Encalada fondeado en el puerto de Antofagasta. La negativa de Hicks a los requerimientos del prefecto se retratan en el siguiente decreto del 11 de enero de 1879:

-"En nombre de la ley.
El ciudadano Severino Zapata, prefecto y superintendente de hacienda y minas del Departamento, ordena y manda: Que el deligenciero de hacienda apremie y conduzca a la cárcel a Jorge Hicks, gerente y representante de la Compañía de Salitres y Ferrocarril de Antofagasta, deudor al fisco por la cantidad de noventa mil ochocientos cuarenta y ocho bolivianos, y trece centavos. Así mismo trabará embargo de los bienes de dicha Compañía, suficiente a cubrir la cantidad adeudada, depositando, en persona abonada y fiable por derecho, pues que así se tiene mandado por decreto fecha 6 de los corrientes. Requiere a todos los depositarios de la fuerza pública, presten los auxilios necesarios para la ejecución de este mandamiento. Antofagasta, Enero 11 de 1879.

Severino Zapata

Severino Zapata ante estos acontecimientos ordenó entonces el remate de los bienes de la Compañía a realizarse el 14 de febrero de ese año.
Esto motivó la ocupación de Antofagasta el 14 de febrero de 1879 a partir de las 7 horas por parte de fuerzas chilenas y la posterior apertura de la Guerra del Pacífico entre Chile, Bolivia y Perú, el 5 de marzo de 1879.
Severino Zapata recibió un ultimátum de parte del coronel Emilio Sotomayor en la plaza Colón de la ciudad conminándolo a la entrega del puerto y rendición.
Zapata respondió el ultimátum en los siguientes términos:

-Mandado por mi Gobierno a ocupar la Prefectura del Departamento, sólo podré salir, de él por la fuerza. Puede Usted emplear ésta, que encontrará ciudadanos desarmados, pero dispuestos al sacrificio y al martirio. No hay fuerzas con que poder contrarrestar a los tres vapores blindados chilenos, pero no abandonaremos este puerto sino cuando se consume la invasión armada-.

Severino Zapata. Prefecto del Departamento de Cobija

Una vez desembarcadas las fuerzas chilenas en Antofagasta, el 16 de febrero, Severino Zapata y su fuerza miliciana de 60 gendarmes se retiraron del puerto de Antofagasta y marchando por tierra se atrincheraron en un local de la Prefectura del departamento de Cobija o Lamar para ser expulsadas días más tarde sin derramamiento de sangre luego del desembarco de una fuerza expedicionaria chilena el 21 de marzo de ese año, Zapata simuló asilarse en el Consulado del Perú, pero se retiró al interior.
Zapata, las autoridades y personal militar junto cientos de ciudadanos bolivianos se retiraron a Calama para organizar la defensa de este pueblo a cargo del coronel Ladislao Cabrera y junto al ciudadano miliciano Eduardo Abaroa.
Zapata participó en la Batalla de Calama, el 23 de marzo de 1879, en la posición defensiva del vado de Yalquincha contiguo al de Carvajal con 40 hombres, formando filas contra las fuerzas del coronel chileno Eleuterio Ramírez.
Perdida la batalla, se retiró a la alta sierra boliviana para organizar el Ejército de la Alianza y pasa a formar como Comandante de la 2.ª División del Ejército Boliviano con cargo de los Batallones Tarija 7.º, Chorolque 8.º y Grau 9.º.
Participó en la Batalla de Tacna sobreviviendo a dicha acción y retirándose a La Paz.
Se desconoce su destino después de la Guerra del Pacífico.